# انتخابات مجلس الأمة الكويتي (ديسمبر 2012)
انتخابات مجلس الأمة الكويتي 2012 ديسمبر وهي الانتخابات البرلمانية السادسة عشر 2012 في تاريخ الكويت. وأجريت الانتخابات في يوم 1 ديسمبر 2012. وهي أول انتخابات برلمانية في الكويت تجري بنظام الصوت الواحد لكل ناخب بعد ان تم إصدار مرسوم ضرورة بتعديل قانون الانتخاب وتقليص عدد الاصوات من اربع اصوات لكل ناخب الي صوت واحد 

## الأعضاء الفائزون حسب الدوائر
| الدائرة الأولى 1. كامل العوضي (5757) صوت 2. عدنان عبد الصمد (4947) صوت 3. فيصل الدويسان (4741) صوت 4. يوسف الزلزلة (3500) صوت 5. معصومة المبارك (3227) صوت 6. عبدالحميد دشتي (2723) صوت 7. صالح عاشور (2202) صوت 8. نواف الفزيع (2133) صوت 9. خالد الشطي (1858) صوت 10. حسين القلاف (1696) صوت | الدائرة الثانية 1. علي الراشد (3041) صوت 2. عدنان المطوع (2607) صوت 3. عبد الرحمن الجيران (2335) صوت 4. بدر البذالي (1919) صوت 5. عادل الخرافي (1834) صوت 6. أحمد لاري (1791) صوت 7. خلف دميثير (1553) صوت 8. خليل الصالح (1475) صوت 9. حمد الهرشاني (1043)صوت 10. صلاح العتيقي (910) صوت | الدائرة الثالثة 1. علي العمير (5850) صوت 2. خليل أبل (3887) صوت 3. أحمد المليفي (2984) صوت 4. صفاء الهاشم (2622) صوت 5. سعدون حماد (2159) صوت 6. هشام البغلي (2016) صوت 7. عبد الله معيوف (1945) صوت 8. نبيل الفضل (1853) صوت 9. يعقوب الصانع (1371) صوت 10. محمد الجبري (1250) صوت | الدائرة الرابعة 1. عسكر العنزي (2517) صوت 2. سعد الخنفور (2474) صوت 3. سعود الحريجي (2125) صوت 4. مبارك الخرينج (1768) صوت 5. ذكرى الرشيدي (1283) صوت 6. خالد الشليمي (1251) صوت 7. محمد ناصر البراك (1214) صوت 8. مشاري الحسيني (1126) صوت 9. مبارك العرف (1120) صوت 10. مبارك النجادة (1090) صوت | الدائرة الخامسة 1. فيصل الكندري (3570) صوت 2. عبد الله التميمي (2899) صوت 3. ناصر المري (1672) صوت 4. هاني شمس (1646) صوت 5. عصام الدبوس (1303) صوت 6. خالد العدوة (860) صوت 7. طاهر الفيلكاوي (833) صوت 8. حماد الدوسري (823) صوت 9. سعد البوص (809) صوت 10. ناصر عبد الله الشمري (520) صوت |

## المقاطعة
دعت المعارضة المسمية بالأغلبية الي مقاطعة انتخابات مجلس ديسمبر 2012 بسبب التدخل الحكومي والمرسوم الاميري الذي اقر تعديل قانون الانتخاب بعد ان تم اقرار قانون الدوائر الخمس والاربع اصوات في مجلس 2006  وقد وصلت نسبة المشاركة في هذه الانتخابات 39% 

## وصلات خارجية
- جريدة الانباء مجلس الصوت الواحد.. 64% وجوه جديدة 2/12/2012